# Le Cours
Le Cours [lə kuʁ] est une commune française, située dans le département du Morbihan en région Bretagne.

## Toponymie
Le nom de la localité est attesté sous la forme Le Cours en 1427.
Le Cours a reçu plusieurs explications, dont une par une traduction du mot breton ar parh.
Le nom de la localité se prononce [ör xur] en breton.

## Géographie

### Situation
| Trédion | Saint-Guyomard |       |
| Elven   | du Cours       | Molac |
|         | Larré          |       |

Le Cours est situé en limite sud des landes de Lanvaux et de la grande forêt de Molac. Un circuit de randonnée descend sur la vallée de l’Arz. Il passe à la chapelle de Priziac, implantée au XIIe siècle, remaniée au fil des siècles suivants.

### Hydrographie
Pour un article plus général, voir Réseau hydrographique du Morbihan.
La commune est située dans le bassin Loire-Bretagne. Elle est drainée par l'Arz, le Pont Drémo, le ruisseau de la Louisiane, les Landriaux et divers autres petits cours d'eau,.
L'Arz, d'une longueur de 66 km, prend sa source dans la commune de Plaudren et se jette  dans l'Oust à Saint-Jean-la-Poterie, après avoir traversé 15 communes. 

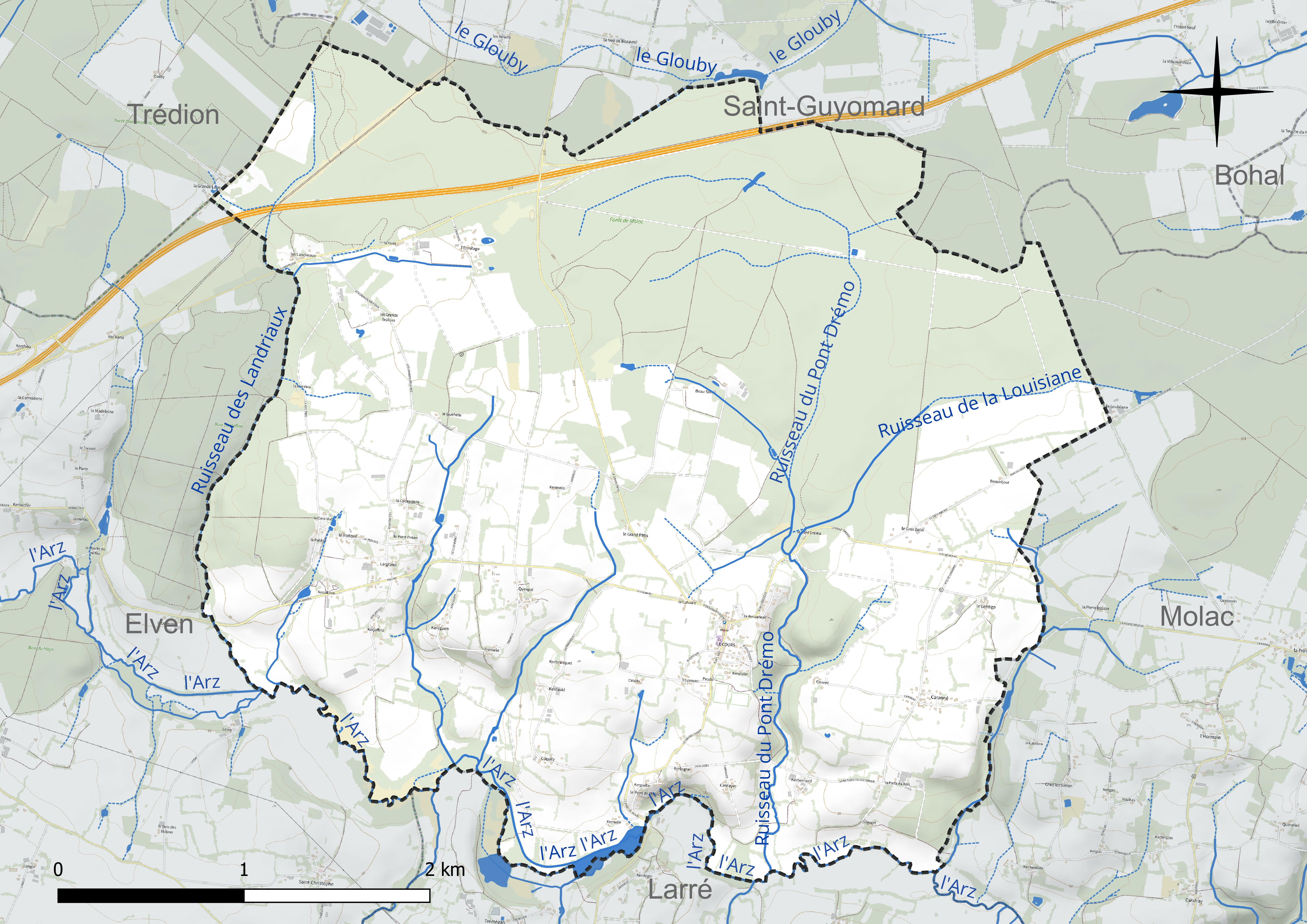
Réseau hydrographique du Cours.

### Climat
Pour des articles plus généraux, voir Climat de la Bretagne et Climat du Morbihan.
En 2010, le climat de la commune est de type climat océanique franc, selon une étude du CNRS s'appuyant sur une série de données couvrant la période 1971-2000. En 2020, Météo-France publie une typologie des climats de la France métropolitaine dans laquelle la commune est exposée à un climat océanique et est dans la région climatique  Bretagne orientale et méridionale, Pays nantais, Vendée, caractérisée par une faible pluviométrie en été et une bonne insolation. Parallèlement l'observatoire de l'environnement en Bretagne publie en 2020 un zonage climatique de la région Bretagne, s'appuyant sur des données de Météo-France de 2009. La commune est, selon ce zonage, dans la zone « Intérieur Est  », avec des hivers frais, des étés chauds et des pluies modérées.  
Pour la période 1971-2000, la température annuelle moyenne est de 11,6 °C, avec une amplitude thermique annuelle de 12,3 °C. Le cumul annuel moyen de précipitations est de 900 mm, avec 13,2 jours de précipitations en janvier et 6,6 jours en juillet. Pour la période 1991-2020, la température moyenne annuelle observée sur la station météorologique la plus proche, située sur la commune de Pleucadeuc à 10 km à vol d'oiseau, est de 11,9 °C et le cumul annuel moyen de précipitations est de 907,2 mm,. Pour l'avenir, les paramètres climatiques de la commune estimés pour 2050 selon différents scénarios d’émission de gaz à effet de serre sont consultables sur un site dédié publié par Météo-France en novembre 2022.

### Écarts et lieux dits
- Carado, Carane, Caranre, Coetdigo* Coquily, Gros Balai (Balae), Kerbernard, Kerbranquet, Kerjafrio
- Kerliguen, Kerlogne, Kermelin, Kerolivier
- La Cocharderie, la Croix Mahe, la Noe Prio, La rabine
- Le Pont de Molac, le Prodo, Pont Drean, Quespal
- Tremelo
- La Renauderie, le Grand Pâtis, Beausoleil
- Les Landréaux, la Forêt, le Grand Brûlon, l'Ermitage, le Guéhélu,

## Urbanisme

### Typologie
Au 1er janvier 2024, Le Cours est catégorisée commune rurale à habitat dispersé, selon la nouvelle grille communale de densité à sept niveaux définie par l'Insee en 2022.
Elle est située hors unité urbaine. Par ailleurs la commune fait partie de l'aire d'attraction de Vannes, dont elle est une commune de la couronne,. Cette aire, qui regroupe 47 communes, est catégorisée dans les aires de 50 000 à moins de 200 000 habitants,.

### Occupation des sols
L'occupation des sols de la commune, telle qu'elle ressort de la base de données européenne d’occupation biophysique des sols Corine Land Cover (CLC), est marquée par l'importance des territoires agricoles (53,6 % en 2018), en augmentation par rapport à 1990 (52,1 %). La répartition détaillée en 2018 est la suivante : 
forêts (42,7 %), zones agricoles hétérogènes (37,2 %), terres arables (10,5 %), prairies (5,9 %), zones humides intérieures (2 %), zones industrielles ou commerciales et réseaux de communication (1,6 %). L'évolution de l’occupation des sols de la commune et de ses infrastructures peut être observée sur les différentes représentations cartographiques du territoire : la carte de Cassini (XVIIIe siècle), la carte d'état-major (1820-1866) et les cartes ou photos aériennes de l'IGN pour la période actuelle (1950 à aujourd'hui).

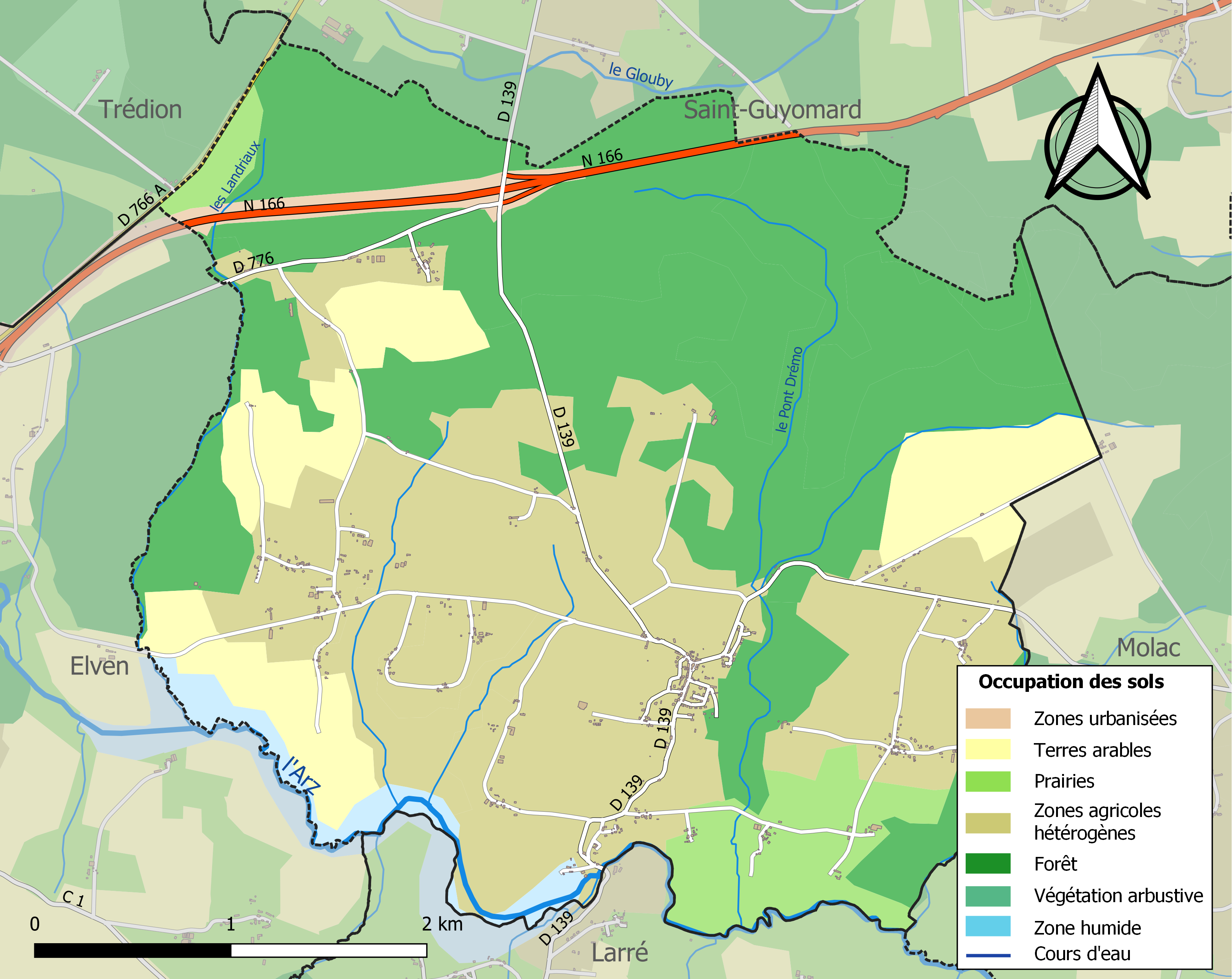
Carte des infrastructures et de l'occupation des sols de la commune en 2018 (CLC).

## Histoire
Rattachée à Molac jusqu'en 1839, Le Cours devient commune à part entière le 14 mars 1932. La dénomination administrative actuelle est une abréviation de l'appellation traditionnelle Le Cours-de-Molac.

## Politique et administration
| Période                                  | Période  | Identité        | Étiquette | Qualité |
| ---------------------------------------- | -------- | --------------- | --------- | ------- |
| avant 1947                               |          | François Gabard | MRP       |         |
| 2001                                     | 2008     | Alain Rio       | PS        |         |
| 2008                                     | 2014     | Paul Soulard    | PS        |         |
| 2014 Réélu en 2020                       | En cours | Raymond Houeix  |           |         |
| Les données manquantes sont à compléter. |          |                 |           |         |

## Démographie
L'évolution du nombre d'habitants est connue à travers les recensements de la population effectués dans la commune depuis 1936. Pour les communes de moins de 10 000 habitants, une enquête de recensement portant sur toute la population est réalisée tous les cinq ans, les populations de référence des années intermédiaires étant quant à elles estimées par interpolation ou extrapolation. Pour la commune, le premier recensement exhaustif entrant dans le cadre du nouveau dispositif a été réalisé en 2004.

En 2022, la commune comptait 673 habitants, en évolution de +0,6 % par rapport à 2016 (Morbihan : +3,82 %, France hors Mayotte : +2,11 %).
| 1936 | 1946 | 1954 | 1962 | 1968 | 1975 | 1982 | 1990 | 1999 |
| ---- | ---- | ---- | ---- | ---- | ---- | ---- | ---- | ---- |
| 602  | 531  | 500  | 456  | 421  | 400  | 378  | 351  | 401  |

| 2004 | 2006 | 2009 | 2014 | 2019 | 2022 | - | - | - |
| ---- | ---- | ---- | ---- | ---- | ---- | - | - | - |
| 450  | 491  | 570  | 651  | 672  | 673  | - | - | - |

## Culture et patrimoine

### Lieux et monuments

#### Château de Trégoët
Situé sur les bords de l'Arz, le château de Trégoët (Tregoet) était la demeure des seigneurs de Molac (paroisse proche). Guy Ier de Molac, le plus ancien membre connu de la famille, vivait là vers 1200. Le château était important dès le XIVe siècle. C'était le « siège féodé » du sénéchal ou maître d'hôtel des vicomtes de Rohan. Sa chapelle, du côté oriental de la cour, entre la maison principale et le pavillon des archives, fut bâtie en 1327 et restaurée en 1627. Abandonnée à la Révolution, elle a été démolie au XIXe siècle.
Par alliance, le lieu passa aux Rieux en 1411, puis a un cousin de la famille Guyon de la Chapelle (1419), à nouveau par mariage aux Rosmadec au XVIe siècle. En 1700, un de leurs cousins, René Alexis Le Sénéchal de Kercado recueille la succession, et sa famille conserve Trégoët jusqu'au XIXe siècle. Il est ensuite à la famille de Sivry, qui le possède toujours. Vers 1910 M. de Sivry fait démonter l'édifice en mauvais état, pour reconstruire son château de Villeneuve en Pleucadeuc. Il subsiste cependant des vestiges assez importants à Trégoët. Les communs abritent une exploitation agricole.
Trégoët est maintenant dans la commune de Le Cours et ses restes sont visibles à 1,5 km au sud-est du bourg, à la limite des communes de Molac et de Larré.
Extrait du livre de Charles Floquet, Dictionnaire des châteaux et manoirs du Morbihan, chez Yves Floch imprimeur-éditeur Mayenne.

#### Église Notre-Dame

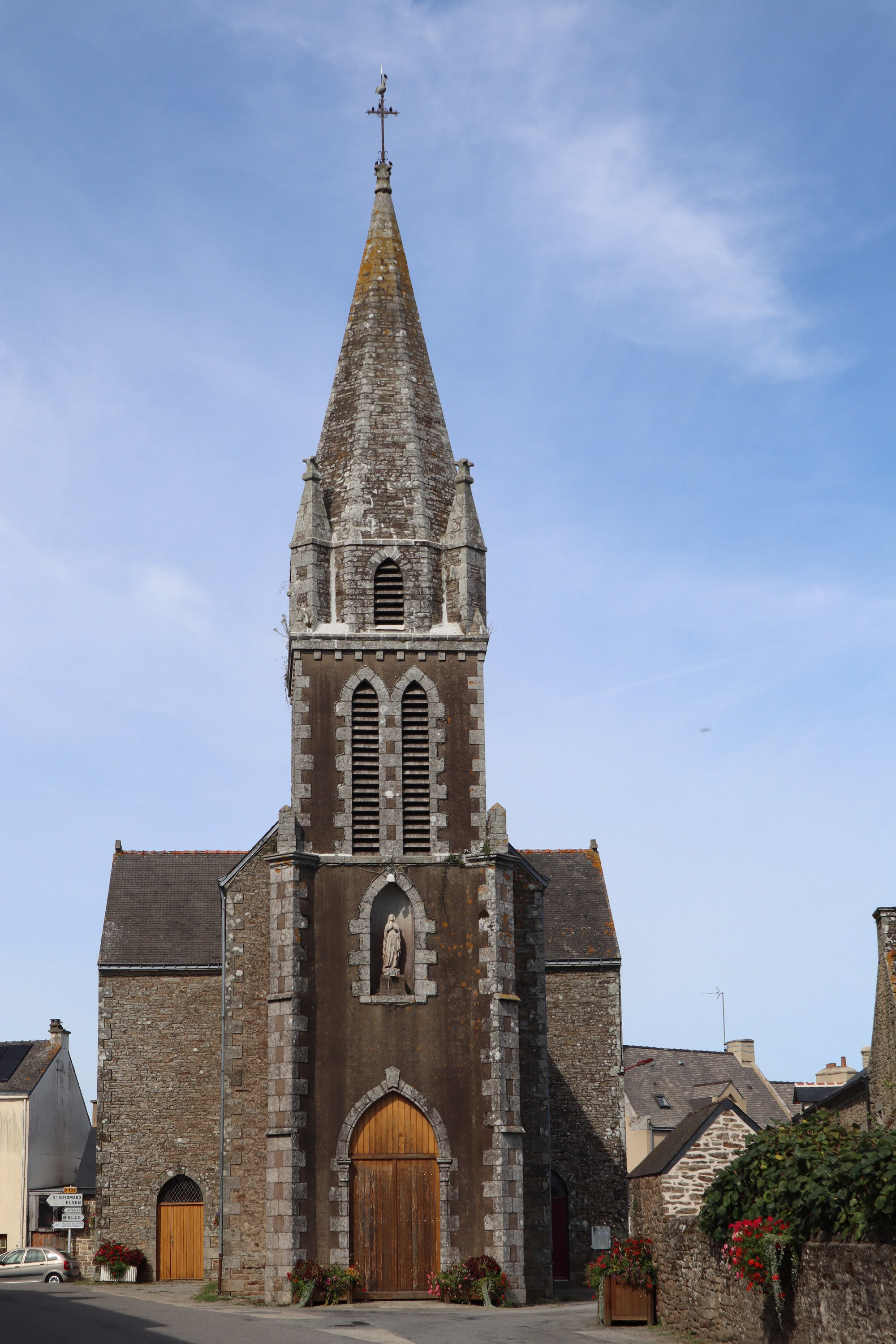
Église Notre-Dame de Le Cours.

### Héraldique
|  | Les armoiries de Le Cours se blasonnent ainsi : Chapé ployé d’azur et d’argent, l’azur chargé à dextre et à senestre de trois macles d’argent, deux et un, l’argent chargé d’une croix pattée alésée de gueules ; au chef de gueules chargé d’une hermine passante au naturel, colletée d’argent et à l’écharpe d’hermine. Conc. B. Le Ny-Jegat. |

## Personnalités liées à la commune
- Émile Coué (1857-1926), auteur de la méthode du même nom : son père, Exupère Coué de La Chataigneraie, est originaire de le Cours, auparavant avant 1932 Le Cours-de-Molac était un lieu dit rattaché à la commune de Molac.